# کراسیلیف
۴۹°۳۹′۷″ شمالی ۲۶°۵۸′۱۴″ شرقی / ۴۹٫۶۵۱۹۴°شمالی ۲۶٫۹۷۰۵۶°شرقی
کراسیلیف (به روسی: Красилів) شهری در استان خملنیتسکی در کشور اوکراین است. جمعیت این شهر ۱۸,۵۸۳ نفر (۲۰۲۱ تخمینی) است.

## نگارخانه

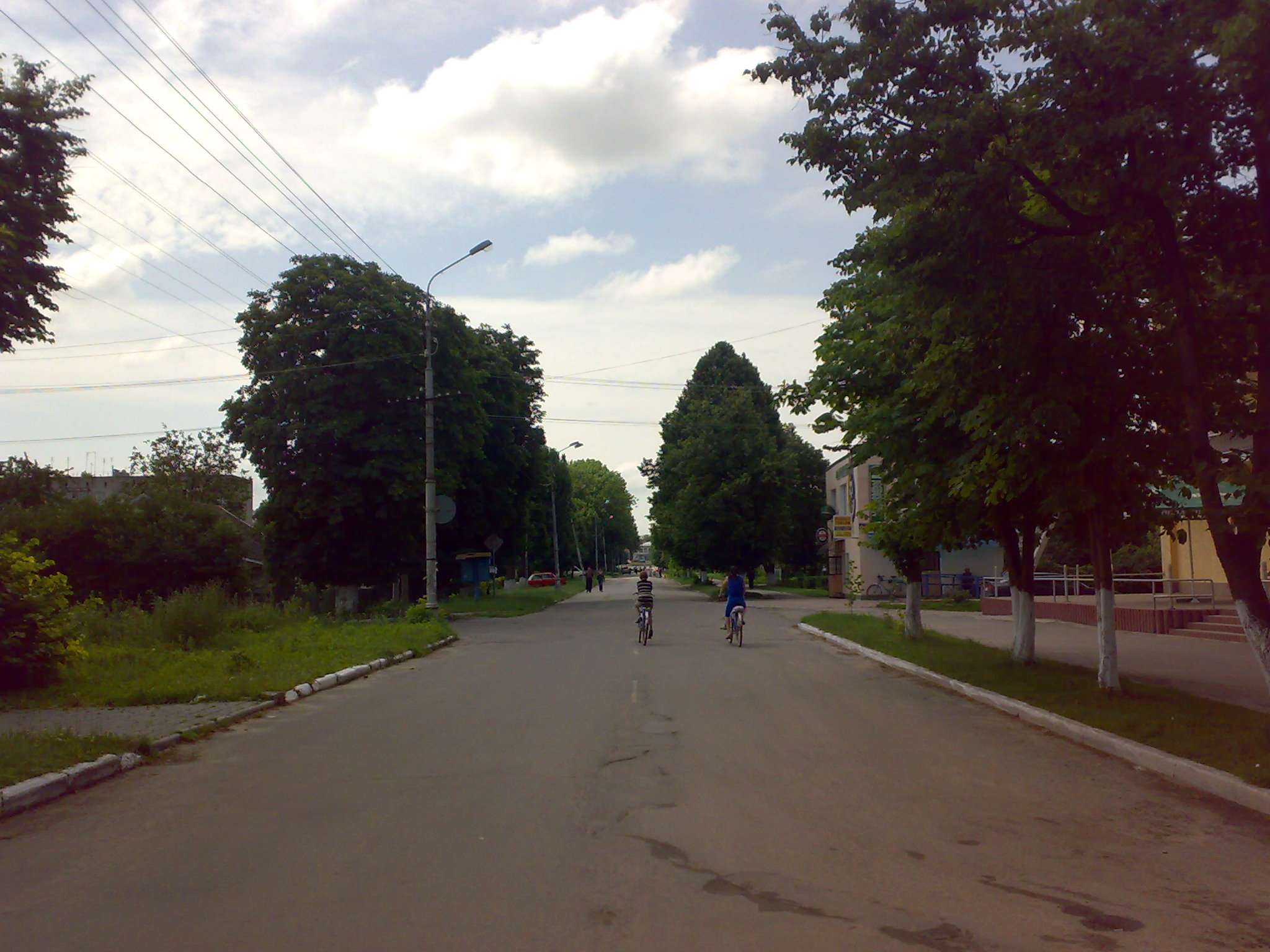
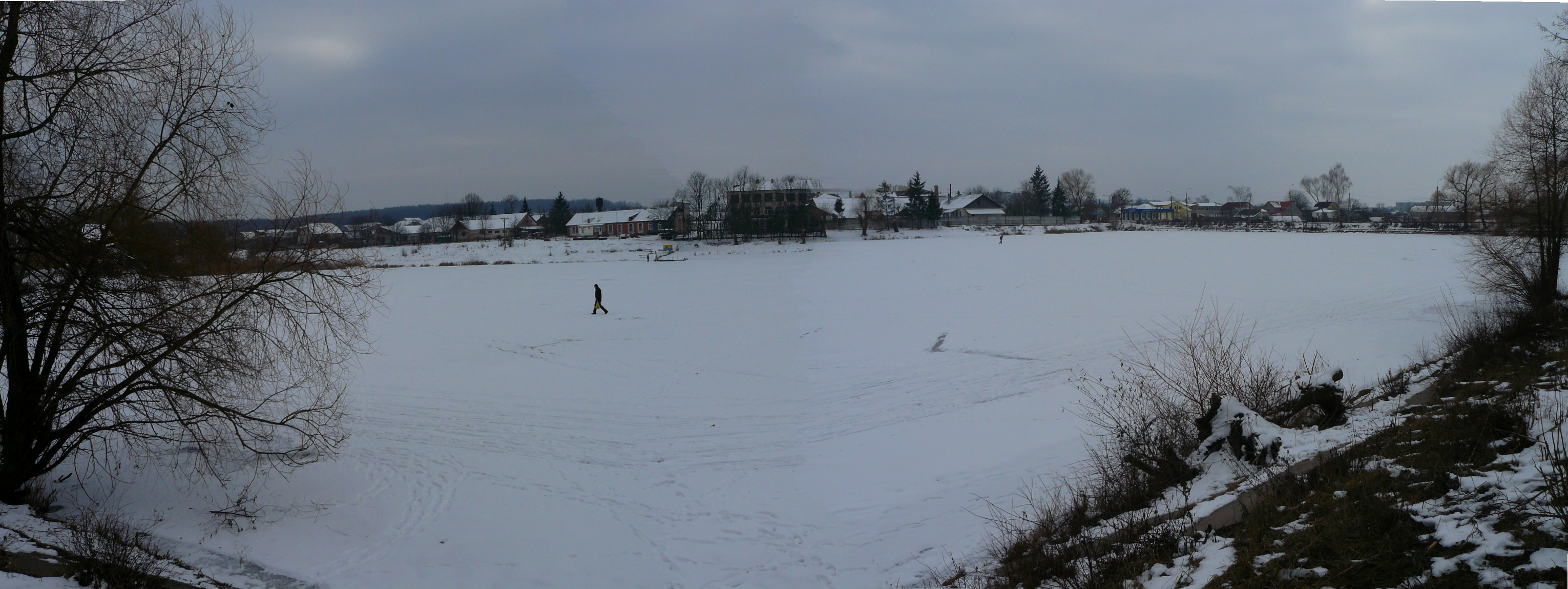
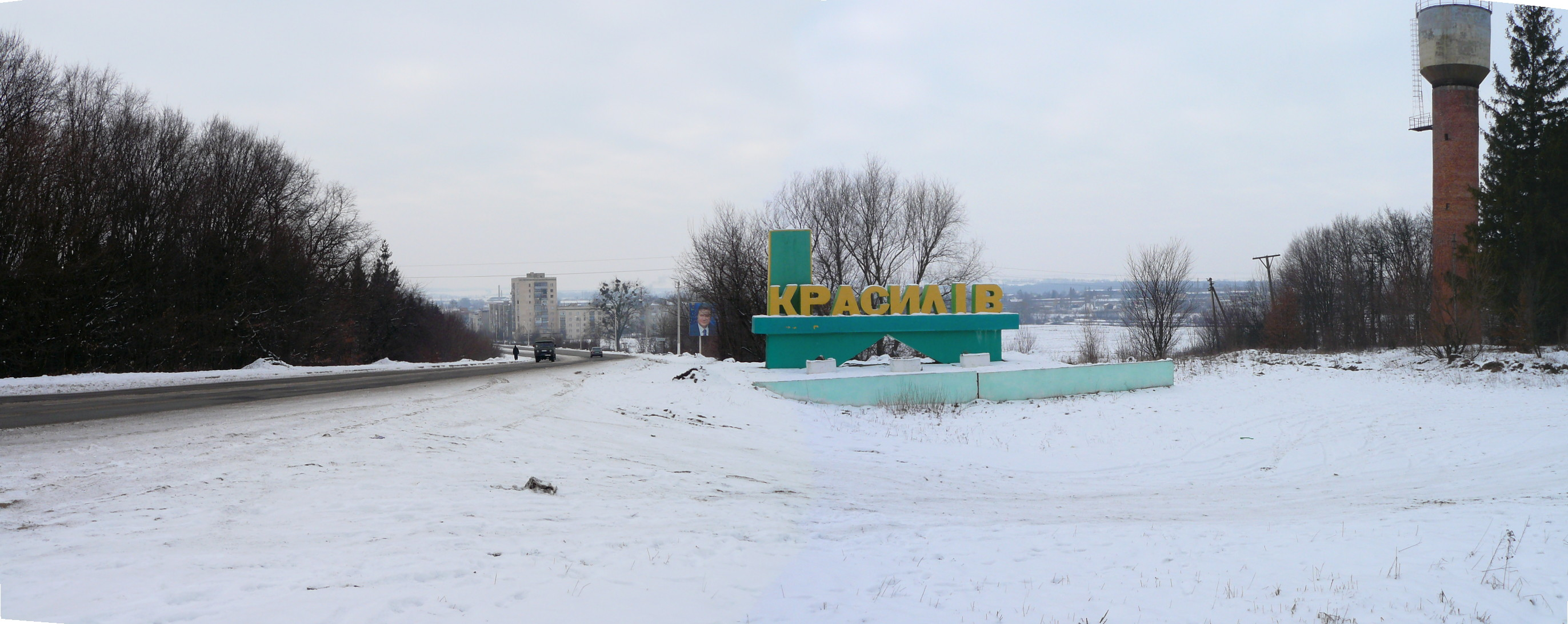